# Torin Yater-Wallace
Torin Yater-Wallace (Aspen, 2 de diciembre de 1995) es un deportista estadounidense que compite en esquí acrobático.
Ganó una medalla de plata en el Campeonato Mundial de Esquí Acrobático de 2013, en la prueba de halfpipe. Adicionalmente, consiguió seis medallas en los X Games de Invierno.

## Medallero internacional
| Campeonato Mundial | Campeonato Mundial  | Campeonato Mundial | Campeonato Mundial |
| Año                | Lugar               | Medalla            | Prueba             |
| ------------------ | ------------------- | ------------------ | ------------------ |
| 2013               | Oslo/Voss (Noruega) | Medalla de plata   | Halfpipe           |

| X Games de Invierno | X Games de Invierno    | X Games de Invierno | X Games de Invierno |
| Año                 | Lugar                  | Medalla             | Prueba              |
| ------------------- | ---------------------- | ------------------- | ------------------- |
| 2011                | Aspen (Estados Unidos) | Medalla de plata    | Superpipe           |
| 2012                | Aspen (Estados Unidos) | Medalla de bronce   | Superpipe           |
| 2013                | Aspen (Estados Unidos) | Medalla de plata    | Superpipe           |
| 2013                | Tignes (Francia)       | Medalla de oro      | Superpipe           |
| 2016                | Oslo (Noruega)         | Medalla de oro      | Superpipe           |
| 2018                | Aspen (Estados Unidos) | Medalla de bronce   | Superpipe           |